# What the Toll Tells
What the Toll Tells è il secondo album studio realizzato dal duo californiano dei Two Gallants; è stato pubblicato il 21 febbraio 2006 dall'etichetta discografica Saddle Creek Records.

## Il disco
Il disco venne annunciato dal gruppo sul proprio sito ufficiale il 10 luglio 2005, data che coincide con l'inizio delle registrazioni al Tiny Telephone Studios a San Francisco.
Il 1º novembre dello stesso anno, in collaborazione con la Saddle Creek Studios, venne annunciato il nome del disco, la lista delle tracce presenti al suo interno e, contemporaneamente, un tour europeo il cui inizio avrebbe coinciso con l'uscita dell'album.
Un mese dopo, il 9 dicembre, venne pubblicato il primo singolo del disco: Las Cruces Jail.
L'album fu reso disponibile nei negozi inglesi il 12 febbraio 2006, il 15 in Giappone e negli Stati Uniti il 21 dello stesso mese.

### Critica
Il disco ottenne un discreto successo dalla critica. Musicalmente venne riconosciuto alla band uno stile molto eterogeneo con un alt-country in grado di confondersi all'interno del blues o con le ritmiche aggressive e sferzanti del punk o del grunge. La critica, ulteriormente, elogiò i due musicisti per la capacità di proporre sotto forma di canzoni quelle esperienze personali e decadenti tipiche di ogni essere umano utilizzando, per tale intento, figure e personaggi folkloristici quali Billy the Kid, protagonista di Las Cruces Jail. All'interno dell'album, i Two Gallants, cantano di condizioni di vita sociali e personali insoddisfacenti, vere e proprie critiche alle ingiustizie del mondo moderno e tematiche ancor più profonde quali l'interrogarsi sul senso dell'esistenza.

### Controversie
Discorso a parte merita la canzone One Summer Days. La traccia, uscita precedentemente al disco assieme al singolo Las Cruces Jail, ottenne reazioni completamente differenti tra loro. Essa tratta la storia di un lavoratore di colore sfruttato da un datore di lavoro bianco ma, ciò che destò scalpore, fu il ritornello contenente la parola nigger considerato un termine dalla connotazione profondamente offensiva.
Alcuni, infatti, definirono la traccia illuminante e dai buoni propositi. Altri, invece, criticarono i Two Gallants sostenendo che due ventenni bianchi non fossero in grado di offrire un'analisi completa del problema del razzismo e che, soprattutto, non avrebbero dovuto utilizzare con leggerezza una parola forte come nigger. Alla critica, i due californiani risposero attraverso varie interviste spiegando come il ritornello fosse preso da una vecchia canzone di Moses Platt mentre, sul loro sito ufficiale, spiegarono come non sapessero di non avere il permesso di parlare dell’oscuro ed imbarazzante passato del proprio paese.

## Tracce
Testi di Adam Stephens, musiche di Two Gallants.
1. Las Cruces Jail – 5:46
2. Steady Rollin' – 4:28
3. Some Slender Rest (feat. Jackie Perez Gratz - Violoncello) – 8:57
4. Long Summer Day – 4:54
5. The Prodigal Son – 3:13
6. Threnody (feat. Jackie Perez Gratz - Violoncello) – 9:34
7. 16th St. Dozens (feat. Alberto Cuéllar - Tromba, trombone) – 5:15
8. Age of Assassins – 8:01
9. Waves of Grain – 9:34
10. Big Lucille (Presente solo in vinile) – Bonus track
11. Negrophelia Blues (Presente solo in vinile) – Bonus track

## Formazione
Gruppo
- Adam Stephens - voce, chitarra, armonica a bocca
- Tyson Vogel - cori, batteria

Altri musicisti
- Alberto Cuéllar - tromba, trombone
- Jackie Perez Gratz - violoncello

Produzione
- Alan Hynes - design
- Doug Van Sloun - mastering
- Scott Solter - missaggio, ingegnere, produttore
- Dan Kasin - Gestione